# فرودگاه انوکا کوونتی–بلاین
فرودگاه انوکا کوونتی-بلاین (به انگلیسی: Anoka County-Blaine Airport) (به زبان بومی: Janes Field) یک فرودگاه همگانی بهره‌برداری هوایی است که یک باند فرود آسفالت دارد و طول باند آن ۱۵۲۴ متر است. این فرودگاه در شهر بلین، مینه‌سوتا کشور ایالات متحده آمریکا قرار دارد و در ارتفاع ۲۷۸ متری از سطح دریا واقع شده است.